# Lonovics József (érsek)

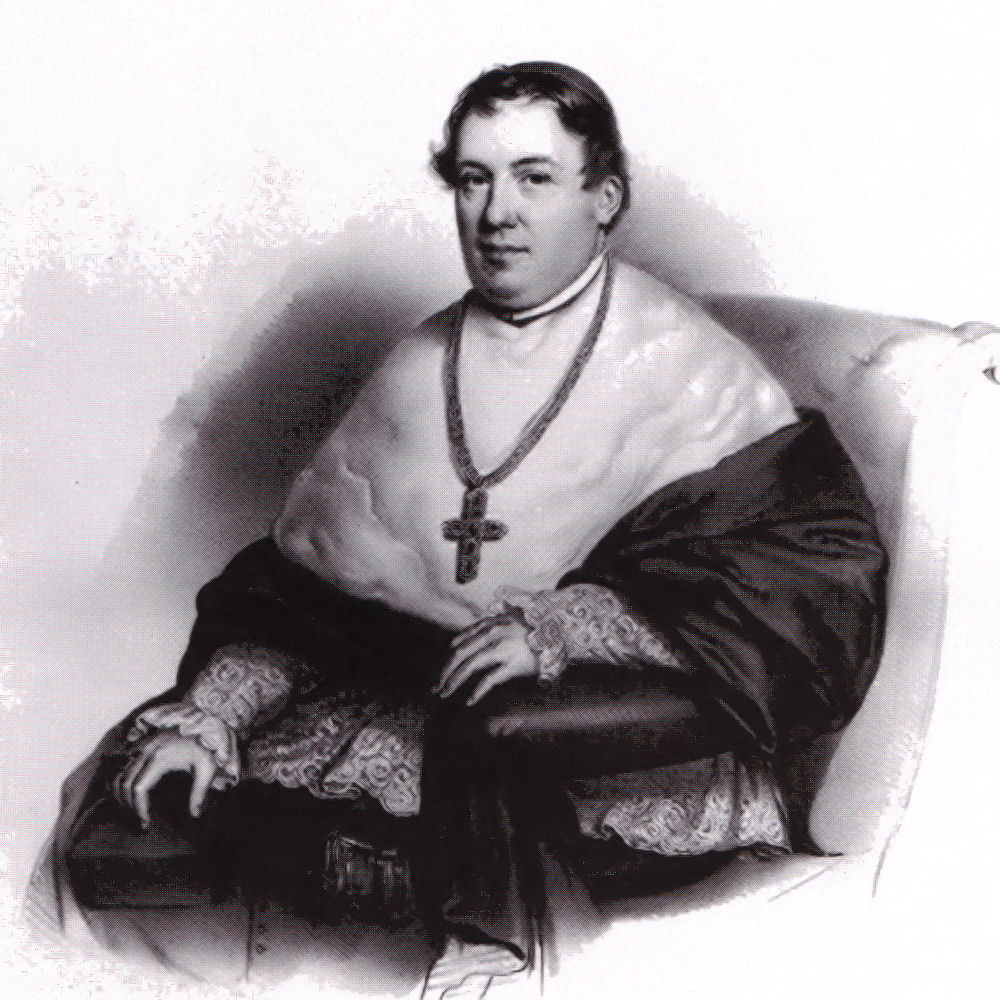
Josef Kriehuber litográfiája.

Krivinai Lonovics József (Miskolc, 1793. január 31. – Pest, 1867. március 13.) magyar főpap, az 1848–49-es forradalom és szabadságharc hazaszerető papságának egyik jelképes alakja. Egyháztörténész, az MTA tagja (tiszteleti 1843-ban, igazgatósági tag 1863-ban). (Azonos nevű unokaöccsét 1879-ben Csanád vármegye főispánjává választották.)

## Életpályája
Egerben végezte el a teológiát, majd miután 1817-ben pappá szentelték, Fischer István egri érsek maga mellé vette szentszéki jegyzőnek, majd érseki titkárnak. Két szónoklatával szerzett nevet magának, amelyeket a borsodi főispán temetése, majd utódának beiktatása alkalmából mondott el. Ezután meredeken ívelt felfelé egyházi pályája.
1825-ben Sajóvárkonyra plébániai kormányzónak nevezték ki. (Nem sokkal korábban építettek templomot a faluban copf stílusban 1790-ben.) Kétiratai fennmaradtak ebből a korszakból (Historia Domus de Varkon).
1829-ben egri kanonok és teológiai tanár lett.

### Papként a politikai életben
Lonovics káptalani követként részt vett az 1830–1833 között tartott országgyűléseken, és beszédeivel országos hírnévre tett szert. 1834. március 3-án csanádi megyés püspökké nevezték ki, 1838-ban pedig királyi táblai főpap lett. Székhelyén 1841-ben bölcsészeti és jogi líceumot alapított, a népiskolákat, valamint az egyházi és szociális intézmények létrehozását elősegítő intézkedéseket tett  Archiválva 2013. augusztus 1-i dátummal a Wayback Machine-ben. A püspöki kar őt külde Rómába, hogy a vegyes házassági ügyek rendezéséről tárgyaljon. 1843 július 6.-án V. Ferdinánd magyar király megnemesítette, testvéreivel és unokaöccseivel együtt.
1848. március 18-án Lonovics József jelentette be a püspöki kar nevében, hogy az egyház lemond a tizedjogról. V. Ferdinánd király 1848. június 25-én egri érsekké nevezte ki, de hivatalát nem foglalhatta el.
Pásztorlevelében híveit a haza védelmére szólította fel. A külföldön élő magyarok lelki gondozására megalapította a Szent László Társulatot.

### Letartóztatása
1849. június 2-án Lanzendorfban letartóztatták, azzal a váddal, hogy részt vett a rebellis országgyűlésen és hozzájárult, hogy a temesvári székesegyházról leverjék a császári sast. Kiengedték, de október 1-jén újra letartóztatták. A pesti Újépületbe került, és rákényszerítették, hogy lemondjon egyházi címeiről, majd a melki apátságba száműzték. November 5-én azonban Scitovszky János hercegprímás tiltakozott az őt ért bánásmód miatt, erre 1850. január 3-án szabadon engedték. Világos volt azonban, hogy el kell hagynia az országot.
Száz évvel később Mindszenty József hercegprímás keserűen emlékezett vissza, hogy míg Lonovics József méltóságát a fogva tartásának idején Ferenc József tiszteletben tartotta és még titkára is rendelkezésére állhatott, addig őt mindentől megfosztották és mindenben megalázták  Archiválva 2007. szeptember 27-i dátummal a Wayback Machine-ben.

### Hazatérése

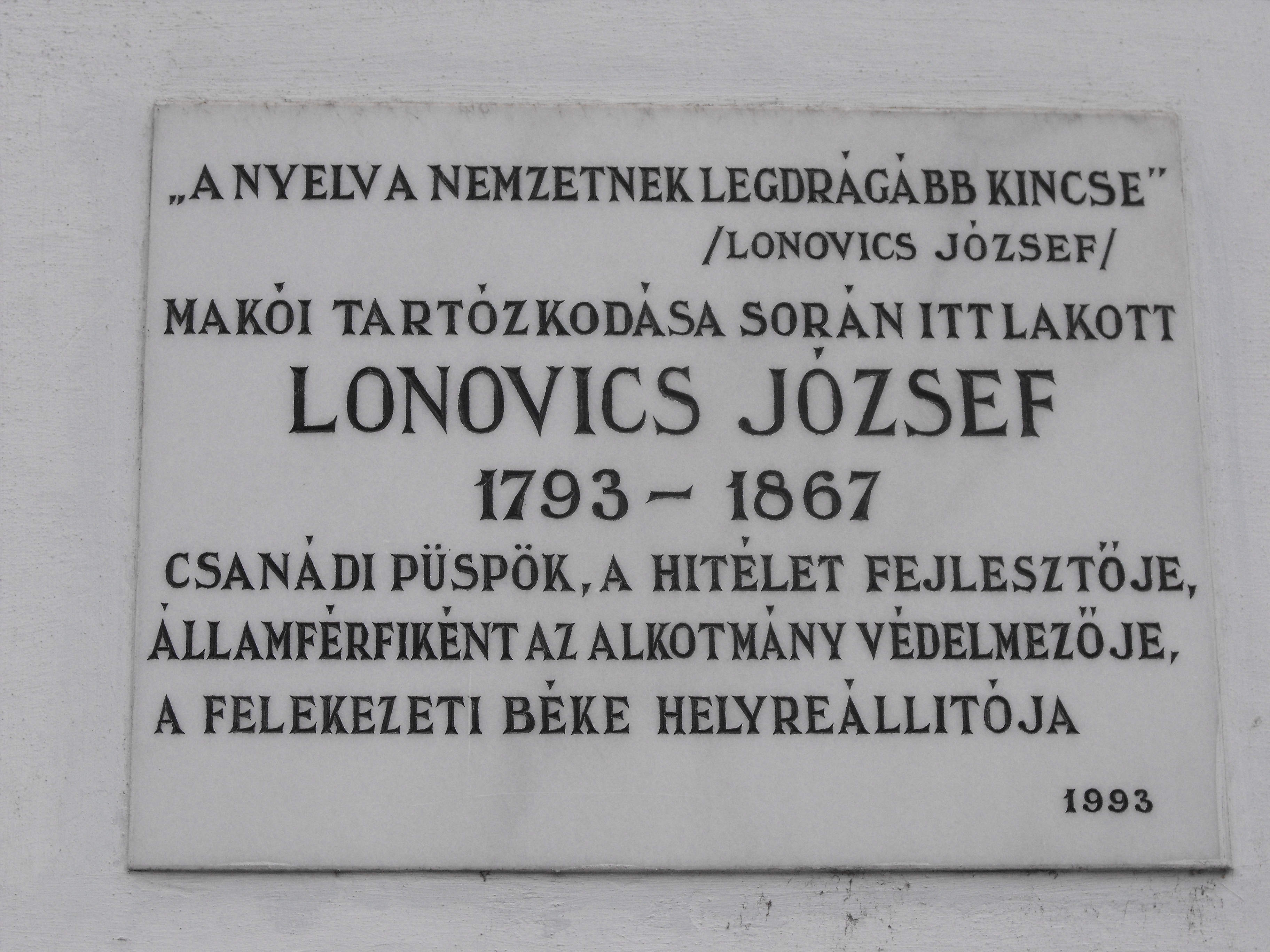
Emléktáblája Makón

1860-ban térhetett újra haza, mint amasiai címzetes érsek, a hétszemélyes tábla ülnöke és a pápa által kinevezett vizsgáló. A Deák-párthoz csatlakozott. Az enyhülés egyik jeleként 1866-ban kalocsai érsekké nevezték ki. Súlyos torokbaja miatt azonban ezt a székét sem foglalhatta el. Néhány hónappal később meghalt.

## Fő művei
- Az egyházi bíráskodási jog (Pest, 1842)
- A josephinizmus és az egyházat illető legújabb császári rendelvény (Bécs, 1851, németül é franciául is)
- Az angol türelem (Bécs, 1851)
- Népszerű egyházi archeológia Vagyis a katholikus ünnepek, szentségek, ünnepélyek, szertartások értelmezése és a különféle rendes s rendkivüli szószéki jelentések, részint rendes szentbeszédekben, részint hirdetmény-alaku oktatásokban  1-3. kötete (Pest, 1857) (I. kötet II. kötet; III. kötet)